# Pherotesia bifurca
Pherotesia bifurca är en fjärilsart som beskrevs av Frederick H. Rindge 1964. Pherotesia bifurca ingår i släktet Pherotesia och familjen mätare. Inga underarter finns listade i Catalogue of Life.